# Gut's - Il principe del tennis
Gut's - Il principe del tennis (ＧＵＴ'ｓ?) è un manga incentrato sul tennis scritto e disegnato da Jun Fudo dal 1998 al 2003. È stato pubblicato da Kōdansha in Giappone sulla rivista Monthly Shōnen Magazine e successivamente raccolto in 17 tankōbon. In Giappone il manga si è concluso su rivista nel dicembre 2003, mentre l'ultimo volume è stato pubblicato il 16 gennaio 2004.
In Italia il manga è stato proposto dalla Play Media Company (allora Play Press Publishing) nel 2003, ma le pubblicazioni sono state interrotte dopo soli 6 numeri. La casa editrice ha successivamente riproposto i volumi già editati in corpose edizioni comprendenti più tankōbon.

## Volumi
| Nº | Titolo italiano Giapponese 「Kanji」 - Rōmaji | Data di prima pubblicazione         | Data di prima pubblicazione |
| Nº | Titolo italiano Giapponese 「Kanji」 - Rōmaji | Giapponese                          | Italiano                    |
| 1  | Gut's 1 「ＧＵＴ’ｓ （１）」                  | 14 novembre 1998 ISBN 4-06-333656-5 | 27 febbraio 2003            |
| 2  | Gut's 2 「ＧＵＴ’ｓ （2）」                   | 15 marzo 1999 ISBN 4-06-333673-5    | 30 aprile 2003              |
| 3  | Gut's 3 「ＧＵＴ’ｓ （3）」                   | 10 agosto 1999 ISBN 4-06-333692-1   | 30 giugno 2003              |
| 4  | Gut's 4 「ＧＵＴ’ｓ （4）」                   | 13 dicembre 1999 ISBN 4-06-333707-3 | 30 agosto 2003              |
| 5  | Gut's 5 「ＧＵＴ’ｓ （5）」                   | 12 aprile 2000 ISBN 4-06-333721-9   | 30 ottobre 2003             |
| 6  | Gut's 6 「ＧＵＴ’ｓ （6）」                   | 14 luglio 2000 ISBN 4-06-333731-6   | 30 dicembre 2003            |
| 7  | Gut's 7 「ＧＵＴ’ｓ （7）」                   | 14 novembre 2000 ISBN 4-06-333748-0 | —                           |
| 8  | Gut's 8 「ＧＵＴ’ｓ （8）」                   | 14 marzo 2001 ISBN 4-06-333761-8    | —                           |
| 9  | Gut's 9 「ＧＵＴ’ｓ （9）」                   | 8 agosto 2001 ISBN 4-06-333783-9    | —                           |
| 10 | Gut's 10 「ＧＵＴ’ｓ （10）」                 | 14 novembre 2001 ISBN 4-06-333797-9 | —                           |
| 11 | Gut's 11 「ＧＵＴ’ｓ （11）」                 | 13 marzo 2002 ISBN 4-06-333812-6    | —                           |
| 12 | Gut's 12 「ＧＵＴ’ｓ （12）」                 | 14 giugno 2002 ISBN 4-06-333832-0   | —                           |
| 13 | Gut's 13 「ＧＵＴ’ｓ （13）」                 | 15 ottobre 2002 ISBN 4-06-333849-5  | —                           |
| 14 | Gut's 14 「ＧＵＴ’ｓ （14）」                 | 14 marzo 2003 ISBN 4-06-333870-3    | —                           |
| 15 | Gut's 15 「ＧＵＴ’ｓ （15）」                 | 15 luglio 2003 ISBN 4-06-333890-8   | —                           |
| 16 | Gut's 16 「ＧＵＴ’ｓ （16）」                 | 17 novembre 2003 ISBN 4-06-333909-2 | —                           |
| 17 | Gut's 17 「ＧＵＴ’ｓ （17）」                 | 16 gennaio 2004 ISBN 4-06-333918-1  | —                           |